# Vârful Păpușa
Vârful Păpușa (węg. Papusa-csúcs) – szczyt w masywie Retezat, w Karpatach Południowych. Leży w centralnej Rumunii. Jest drugim co do wysokości szczytem masywu Retezat, ustępuje najwyższemu Vârful Peleaga tylko o 1 metr.